# Thiodia irinae
Thiodia irinae is een vlinder uit de familie bladrollers (Tortricidae). De wetenschappelijke naam is voor het eerst geldig gepubliceerd in 1990 door Budashkin.
De soort komt voor in Europa.